# David Boudia
Pour les articles homonymes, voir Boudia.
David Boudia (né le 24 avril 1989 à Abilene au Texas) est un plongeur américain.
Médaillé d'or (haut-vol à 10 m) et de bronze (haut-vol à 10 m synchronisé) lors des Jeux olympiques de 2012, il est vice-champion du monde de la plate-forme à 10 m lors des championnats du monde de natation 2013.

## Palmarès
| Date | Compétition           | Lieu           | Résultat | Épreuve                                        | Performance |
| ---- | --------------------- | -------------- | -------- | ---------------------------------------------- | ----------- |
| 2007 | Jeux panaméricains    | Rio de Janeiro | 1er      | Plongeon de haut-vol à 10 m synchronisé hommes | 437,64 pts  |
| 2012 | Jeux olympiques d'été | Londres        | 1er      | Plongeon de haut-vol à 10 m hommes             | 568,65 pts  |
| 2012 | Jeux olympiques d'été | Londres        | 3e       | Plongeon de haut-vol à 10 m synchronisé hommes | 463,47 pts  |
| 2013 | Championnats du monde | Barcelone      | 2e       | Plongeon de la plate-forme à 10 m hommes       | 517,10 pts  |